# Athis (rovarnem)
Az Athis a lepkék (Lepidoptera) rendjébe, a valódi lepkék (Glossata) alrendjébe és a Castniidae családba tartozó Castniinae alcsalád egyik neme.

## Rendszerezés
A nembe az alábbi fajok tartoznak:
- Athis ahala
- Athis amalthaea
- Athis bogota
- Athis clitarcha
- Athis delecta
- Athis flavimaculata
- Athis fuscorubra
- Athis hechtiae
- Athis inca
- Athis palatinus
- Athis rutila
- Athis superba
- Athis therapon
- Athis thysanete